# La Peur dans la peau
La Peur dans la peau (sous-titre : L'Héritage de Bourne, titre original : The Bourne Legacy) est un roman d'Eric Van Lustbader d'après Robert Ludlum, publié en 2004. Il s'agit d'une suite proposée à la trilogie de Robert Ludlum (La Mémoire dans la peau, La Mort dans la peau et La Vengeance dans la peau). Dans ce livre, le lecteur en apprendra un peu plus sur la vie passée de David Webb sur fond de complot terroriste, d'un sommet pour la paix, et de lutte de pouvoir au sein de la sécurité intérieure américaine.

## Résumé
Quelques années après les événements de La Mort dans la peau, David Webb (Jason Bourne), désormais professeur de linguistique, coule des jours paisibles à l'université de Georgetown, Kentucky. Jason Bourne, le tueur à gages redouté, n'est plus qu'un lointain souvenir. Lointain ? Pas si sûr... Un beau jour, il devient la cible d'un assassin au moins aussi habile que lui. Puis la CIA lui met sur le dos le meurtre atroce et inexpliqué de deux de ses collègues et amis : Jason Bourne a resurgi, disent-ils, mais il ne se contrôle plus. Une fois de plus, on le traque. La solution s'impose : endosser à nouveau l'identité de Jason Bourne et retrouver la détermination du tueur. Il lui faudra bien ça pour sauver sa peau et échapper non seulement aux services secrets du monde entier, mais aussi à un personnage manipulateur aux commandes d'un jeu qui pourrait bien être plus fatal qu'il ne s'imagine...

## Adaptation
Le film Jason Bourne : L'Héritage, sorti le 19 septembre 2012, reprend le titre original The Bourne Legacy mais n'est pas inspiré de ce roman. À aucun moment dans le livre il n'est fait mention d'autres agents du projet Treadstone, le livre se focalisant exclusivement sur Jason Bourne.